# Richard Wille
Richard Wille, född den 26 februari 1841 i Spandau, död den 4 april 1911 i Charlottenburg, var en tysk militär och militärskriftställare.
Wille blev 1860 officer vid 3:e artilleriregementet och anställdes 1863 vid artilleriets prövningskommission samt tillhörde denna och vapnets tekniska institut till 1873. Under tiden deltog han som artilleriofficer i 1864 och 1870-1871 års krig. Åren 1873-1879 var han anställd vid krigsministeriet, 1879-1887 direktör för krutbruket i Hanau och 1887-1890 direktör för artilleriverkstäderna i Spandau. Åren 1877-1879 och 1890-1892 var han lärare vid artilleri- och ingenjörsskolan. År 1888 befordrad till överste, erhöll han 1890 avsked ur aktiv tjänst med generalmajors grad. Framstående militärskriftställare på det vapentekniska området, utgav han bland annat Einheitsgeschütz der Feldartillerie (1870), Kartäschgeschütze (1871), Waffenlehre (1874; 3:e upplagan 1905), Feldgeschütz der Zukunft (1891), Feldgeschütz der Zukunft und Kritik der Gegenwart (1892), Kleinste Gewehrkaliber (1893), Die kommenden Feldgeschütze (samma år), Zur Feldgeschützfrage (1896), Schnellfeuerfeldkanonen (1899), Entwickelung der Verschlüsse für Kanonen (1903), Ehrhardtgeschütze (1908) och Einheitsgeschosse (1910).